# Concilio de Roma (251)
El año 251, se celebró en Roma un concilio, por el Papa San Cornelio en el que se dieron resoluciones sobre los caídos en la persecución, 
En este concilio hubo cerca de 160 obispos, entre los que había un gran número de confesores de la fe. También se vieron muchos presbíteros y Diáconos. Allí se decidió que era permitido dar la paz a los caídos porque se necesitaba socorrer a los pecadores y curarlos con los remedios de la penitencia. Cornelio abrazó el dictamen de los obispos de África, que era admitir a los caídos a la comunión después de una larga penitencia e incluso, antes de concluir la penitencia, si se hallaban en peligro de muerte. 
El mismo concilio resolvió que se debían mirar como enemigos de la Iglesia a Novaciano y a los demás cismáticos que seguían su opinión; es decir, que los que habían abandonado la fe en la persecución no podían esperar la salvación por mucha penitencia que hicieran. Viendo los obispos que no podían vencer la obstinación de Novaciano y de sus adherentes y obligarlos a renunciar una opinión que procuraban establecer, los separaron del cuerpo de la Iglesia. En este concilio se confirmaron los cánones penitenciales del primer Concilio de Cartago. Por lo demás, en el mes de noviembre del mismo año, renunciando los confesores cismáticos el cisma de Novaciano, fueron recibidos a la comunión de la Iglesia por el mismo Papa y otros cinco obispos.